# Emiliano Martínez
Pour les articles homonymes, voir Martínez.
Emiliano Martínez, surnommé Dibu, né le 2 septembre 1992 à Mar del Plata (Argentine), est un footballeur international argentin qui évolue au poste de gardien de but à Aston Villa.
Grand espoir très jeune, il est engagé par Arsenal FC (Angleterre) dès l'âge de dix-sept ans mais ne parvient pas à s'y imposer, disputant moins de 40 matchs en 10 ans. Très régulièrement prêté dans des clubs de divisions inférieures en Angleterre, mais aussi en Liga, il obtient l'occasion de faire ses preuves lors de la saison 2019-20 à la suite de la blessure de Bernd Leno, alors gardien titulaire d'Arsenal. Terminant la saison avec 23 matchs comme titulaire, il dispute et remporte la finale de la FA Cup. Il est engagé la saison suivante par Aston Villa, où il s'épanouit comme titulaire indiscutable.
Il est sélectionné pour la première fois avec l'Argentine en 2021. Il s'impose rapidement comme titulaire de l'équipe nationale avec laquelle il remporte la Copa América 2021, la Coupe du monde 2022 et la Copa América 2024, trois compétitions lors desquelles il est élu meilleur gardien. En 2023 et 2024, il remporte le trophée Yachine du meilleur gardien.

## Biographie

### Enfance et formation
Emiliano Martínez naît à Mar del Plata et grandit dans une famille pauvre.
Il est formé dans son pays natal en Argentine où il joue notamment sous les couleurs du CA Independiente jusqu'en 2010 quand il rejoint l'Europe.

### Multiples prêts par Arsenal
En 2010, à 17 ans, Emiliano Martínez s'engage en faveur du club anglais de l'Arsenal FC où il joue tout d'abord avec l'équipe réserve avant d'être prêté lors des derniers matchs de la saison 2011-2012 à Oxford United.
De retour au club, il joue ses premiers matchs professionnels la saison suivante en Coupe de la Ligue, notamment un match d'anthologie contre Reading remporté sept buts à cinq.
Lors de la saison 2013-2014, il est prêté à Sheffield Wednesday qui évolue en deuxième division anglaise. Il joue quinze matchs toutes compétitions confondues, dont onze en championnat.
Lors de la saison 2014-2015, il joue ses premiers matchs en Premier League et en Ligue des champions, profitant des blessures conjuguées de Wojciech Szczęsny et David Ospina. Martinez entre en jeu pour son premier match en Premier League à l'Emirates Stadium lors de la réception de Manchester United. Après le retour des deux premiers gardien, il redevient numéro trois et est de nouveau prêté en fin de saison en deuxième division, à Rotherham United.
Il est prêté au Wolverhampton Wanderers qui évolue en Championship pour la saison 2015-2016. Il prend part à quinze rencontres, dont treize en championnat.
Afin d'avoir plus de temps de jeu et d'expérience, il est prêté pour la saison 2017-2018 au Getafe CF, avec qui il ne dispute que sept rencontres.
Lors de la saison 2018-2019, Martinez est troisième dans la hiérarchie des portiers d'Arsenal, derrière Cech et Leno. Le 23 janvier 2019, le gardien de but argentin est prêté pour six mois au Reading FC.
Cantonné au rôle de gardien remplaçant lors de la saison 2019-2020, il profite d'une blessure du portier titulaire Bernd Leno pour gagner du temps de jeu. Martinez participe à vingt-trois matchs sous le maillot d'Arsenal et remporte la Coupe d'Angleterre face à Chelsea (2-1).
À la rentrée de la saison 2020-2021, il se fait aussi remarquer lors du Community Shield 2020, remporté face à Liverpool (1-1 tab 5-4). Après un bon intérim de Leno, le gardien argentin de 27 ans souhaite conserver la place de n°1 chez les Gunners. L'entraîneur Mikel Arteta tranche, Leno récupère le poste. Martinez demande alors à quitter le club.

### Titulaire à Aston Villa
Le 16 septembre 2020, le gardien argentin s'engage pour quatre saisons avec Aston Villa pour un prix estimé entre 18 et 21,6 millions d'euros. Il quitte donc Arsenal après avoir pris part à seulement trente-neuf matchs en l'espace de huit saisons.
Titulaire indiscutable dans les cages de Villa, Martínez dispute l'intégralité des trente-huit rencontres de championnat en gardant sa cage inviolée à quinze reprises, ce qui constitue un record pour le  club, à égalité avec Brad Friedel. Il est par ailleurs élu meilleur joueur de la saison par les supporters d'Aston Villa.
Le 21 janvier 2022, il prolonge son contrat pour une longue durée, soit jusqu'en 2027.

### Carrière en sélection nationale

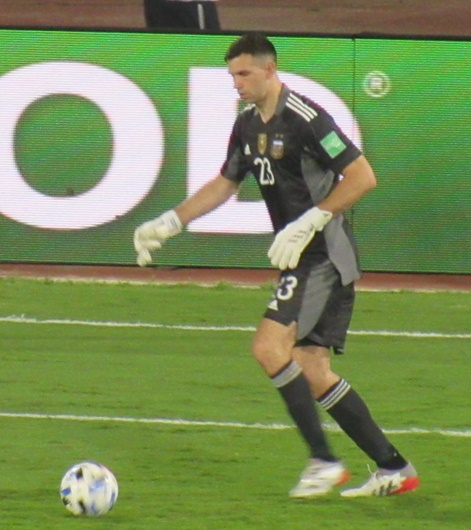
Dibu Martínez en 2022 avec l'équipe d'Argentine.

#### Copa America 2021
En juin 2021, Emiliano Martínez est convoqué en équipe d'Argentine par le sélectionneur Lionel Scaloni pour disputer la Copa América organisée au Brésil. Le portier honore sa première sélection le 3 juin 2021 en étant titularisé lors d'un match comptant pour les éliminatoires de la Coupe du monde 2022 face au Chili.
Lors de la Copa América 2021, il est le titulaire dans les cages de l'Albiceleste et joue quasiment tous les matchs de sa sélection. Il ne prend pas part au quatrième match de poule contre la Bolivie, son équipe étant déjà qualifiée pour le tour suivant. Le gardien d'Aston Villa enchaîne les performances devant sa cage, notamment en demi-finale contre la Colombie lors de la séance de tirs au but, où il se distingue en arrêtant trois tirs et tenant un rôle important dans la qualification de son équipe pour la finale. Martinez est élu homme du match de cette demi-finale. L'Argentine remporte son premier titre de championne d'Amérique du Sud depuis 28 ans, Emiliano Martínez restant infranchissable lors de la finale face au Brésil (1-0). Le portier conclut la compétition avec quatre clean-sheets et seulement trois buts encaissés en sept matches. Il est logiquement désigné meilleur gardien de but du tournoi.

#### Coupe du monde de football 2022
Le 11 novembre 2022, il est sélectionné par Lionel Scaloni pour participer à la Coupe du monde 2022 lors de laquelle il dispute l'intégralité des 7 matchs de son équipe. Durant la compétition, il est l'auteur de plusieurs arrêts décisifs, notamment en phase de groupe face au Mexique, puis en 1/8e de finale face à l'Australie. En finale, il remporte un face-à-face dans sa surface devant Randal Kolo-Muani à la 123e minute du match alors que le score est de 3-3. Décrit comme l'arrêt du titre, cette parade est présentée depuis comme l'un des plus grands arrêts de l'histoire du football,,,. Au-delà des arrêts effectués dans le jeu, il se distingue également dans ce mondial lors des séances de tirs au but disputées par l'Albiceleste. Lors des quarts de finale face aux Pays-Bas, il arrête deux tirs au but déterminants pour qualifier l'Argentine en demi-finales. Le 18 décembre, en finale contre la France, il récidive en arrêtant un tir au but, permettant à l'Argentine de remporter son troisième titre. Il est élu meilleur gardien de la compétition, devenant le premier gardien non-européen de l'histoire à recevoir la distinction, remise depuis 1994.

##### Polémique
Bien qu'élu meilleur gardien de la compétition, il crée la polémique en effectuant un geste obscène au moment de recevoir son trophée du Gant d'or de la Fifa ,. La controverse est alimentée lors des célébrations d'après le match, lors desquelles il participe dans le vestiaire argentin à la reprise d'un chant typique des stades sud-américains visant à chambrer l'adversaire après une défaite, et visant directement Kylian Mbappé,. Lors des célébrations en Argentine, il est également aperçu lors de la parade organisée à Buenos Aires avec une poupée à l'effigie de l'attaquant français, avant d'ironiser quelques jours plus tard sur le penalty manqué par Aurélien Tchouaméni lors de la séance de tirs au but.
Très mal reçus en France et interprétés comme un manque de respect envers les joueurs français, ces comportements sont justifiés par Emiliano Martinez comme constituant d'abord une réponse aux sifflets des supporters français dont il fit l'objet, puis en expliquant lors d'une interview à France Football en février 2023 que le ciblage de Kylian Mbappé est lié au fait qu'il soit habituel que les joueurs stars des équipes nationales polarisent l'attention lors des chambrages adverses, en citant notamment les cas de Lionel Messi, ciblé par des chants français et brésiliens en 2018,,.

#### Copa America 2024
Toujours titulaire indiscutable dans le but argentin après le mondial 2022, il dispute 11 des 12 matchs disputés par l'Argentine entre décembre 2022 et juin 2024. D'abord sélectionné dans la liste élargie de joueurs appelés pour disputer les 2 matchs amicaux de préparation à la Copa America 2024, il est logiquement conservé dans l'effectif définitif des 23 joueurs argentins appelés pour disputer la compétition continentale. Durant la compétition, il dispute l'intégralité des 6 matchs de son équipe. Auteur d'une compétition aboutie, il n'encaisse qu'un seul but et affiche un bilan de 93% d'arrêts sur les tirs cadrés subis par son équipe sur l'ensemble du tournoi, et réalise 4 arrêts en finale face à la Colombie. Une nouvelle fois, il se montre décisif lors de la séance de Tirs au But disputée par son équipe, cette fois en quart de finale face à l'Équateur, lors de laquelle il arrête 2 tirs adverses. Vainqueur du tournoi avec sa sélection, il est élu meilleur gardien de la compétition.

### Vie personnelle
Martínez a reçu les prénoms « Damián Emiliano » sur son acte de naissance, ce qui a causé de la confusion lorsqu'il a signé pour Arsenal et que tout le monde dans le club l'appelait Damián. En 2020, il explique : « Mon nom devait en fait être Emiliano Damián sur mon ID argentin. […] Mais quand ma mère est allée le faire au bureau de poste, je ne sais pas où elle l'a fait, elle a attendu des heures et des heures dans la file d'attente et quand ils l'ont fait, ils ont mis Damián Emiliano en premier. Pour le refaire, elle aurait dû attendre deux, trois heures alors elle s'est dit « C'est bon, faites-le comme ça, nous allons l'appeler Emi de toute façon ». C'était un peu confus mais maintenant tout le monde m'appelle Emi. Damián était le deuxième prénom de mon grand-père. Ma mère [à l'origine] voulait juste deux noms — Emiliano Martínez — mais comme mon grand-père est décédé avant ma naissance, elle voulait mettre Damián entre les deux noms pour avoir le nom de mon grand-père, rien de plus ».
Il est surnommé « Dibu » (abréviation de « dibujo », espagnol pour « dessin »), pour sa ressemblance avec un personnage animé de la telenovela argentine Mi familia es un dibujo. Martinez a reçu ce surnom lorsqu'il était jeune joueur par l'ancien gardien de but et entraîneur des gardiens de but Miguel Ángel Santoro à Independiente, à une époque où la série était très populaire,.
Martínez est marié à Amanda « Mandinha » (née Gama) depuis 2017. Le couple a un fils, Santi, et une fille, Ava,.
Le 22 décembre 2022, après avoir remporté la Coupe du monde de football 2022 avec l'équipe nationale, Martínez a reçu un accueil chaleureux au complexe Las Toscas, dans sa ville natale de Mar del Plata. Selon la presse locale, plus de 150 000 personnes étaient présentes, locales et touristes compris.

## Statistiques
| Saison                | Club                           | Championnat           | Championnat | Championnat | Coupe nationale | Coupe nationale | Coupe de la Ligue | Coupe de la Ligue | Supercoupe | Supercoupe | Compétition(s) continentale(s) | Compétition(s) continentale(s) | Compétition(s) continentale(s) | Argentine | Argentine | Total | Total |
| Saison                | Club                           | Division              | M.          | B.          | M.              | B.              | M.                | B.                | M.         | B.         | Comp.                          | M.                             | B.                             | M.        | B.        | M.    | B.    |
| 2012-2013             | Arsenal FC                     | Premier League        | -           | -           | -               | -               | 2                 | 0                 | -          | -          | -                              | -                              | -                              | -         | -         | 2     | 0     |
| 2014-2015             | Arsenal FC                     | Premier League        | 4           | 0           | -               | -               | -                 | -                 | -          | -          | C1                             | 2                              | 0                              | -         | -         | 6     | 0     |
| 2016-2017             | Arsenal FC                     | Premier League        | 2           | 0           | -               | -               | 3                 | 0                 | -          | -          | -                              | -                              | -                              | -         | -         | 5     | 0     |
| 2018-2019             | Arsenal FC                     | Premier League        | -           | -           | -               | -               | -                 | -                 | -          | -          | C3                             | 1                              | 0                              | -         | -         | 1     | 0     |
| 2019-2020             | Arsenal FC                     | Premier League        | 9           | 0           | 6               | 0               | 2                 | 0                 | -          | -          | C3                             | 6                              | 0                              | -         | -         | 23    | 0     |
| 2020-2021             | Arsenal FC                     | Premier League        | -           | -           | -               | -               | -                 | -                 | 1          | 0          | -                              | -                              | -                              | -         | -         | 1     | 0     |
| Sous-total            | Sous-total                     | Sous-total            | 15          | 0           | 6               | 0               | 7                 | 0                 | 1          | 0          | -                              | 9                              | 0                              | -         | -         | 38    | 0     |
| 2011-2012             | Oxford United (prêt)           | League Two            | 1           | 0           | -               | -               | -                 | -                 | -          | -          | -                              | -                              | -                              | -         | -         | 1     | 0     |
| 2013-2014             | Sheffield Wednesday (prêt)     | Championship          | 11          | 0           | 4               | 0               | -                 | -                 | -          | -          | -                              | -                              | -                              | -         | -         | 15    | 0     |
| 2014-2015             | Rotherham United (prêt)        | Championship          | 8           | 0           | -               | -               | -                 | -                 | -          | -          | -                              | -                              | -                              | -         | -         | 8     | 0     |
| 2015-2016             | Wolverhampton Wanderers (prêt) | Championship          | 13          | 0           | -               | -               | 2                 | 0                 | -          | -          | -                              | -                              | -                              | -         | -         | 15    | 0     |
| 2017-2018             | Getafe CF (prêt)               | Liga                  | 5           | 0           | 2               | 0               | -                 | -                 | -          | -          | -                              | -                              | -                              | -         | -         | 7     | 0     |
| 2018-2019             | Reading FC (prêt)              | Championship          | 18          | 0           | -               | -               | -                 | -                 | -          | -          | -                              | -                              | -                              | -         | -         | 18    | 0     |
| 2020-2021             | Aston Villa                    | Premier League        | 38          | 0           | -               | -               | -                 | -                 | -          | -          | -                              | -                              | -                              | 8         | 0         | 46    | 0     |
| 2021-2022             | Aston Villa                    | Premier League        | 36          | 0           | 1               | 0               | -                 | -                 | -          | -          | -                              | -                              | -                              | 9         | 0         | 46    | 0     |
| 2022-2023             | Aston Villa                    | Premier League        | 36          | 0           | -               | -               | 1                 | 0                 | -          | -          | -                              | -                              | -                              | 13        | 0         | 50    | 0     |
| 2023-2024             | Aston Villa                    | Premier League        | 34          | 0           | 3               | 0               | -                 | -                 | -          | -          | C4                             | 10                             | 0                              | 15        | 0         | 62    | 0     |
| 2024-2025             | Aston Villa                    | Premier League        | 30          | 0           | 3               | 0               | -                 | -                 | -          | -          | C1                             | 10                             | 0                              | 6         | 0         | 49    | 0     |
| Sous-total            | Sous-total                     | Sous-total            | 174         | 0           | 7               | 0               | 1                 | 0                 | -          | -          | -                              | 20                             | 0                              | 51        | 0         | 253   | 0     |
| Total sur la carrière | Total sur la carrière          | Total sur la carrière | 245         | 0           | 19              | 0               | 10                | 0                 | 1          | 0          | -                              | 29                             | 0                              | 51        | 0         | 355   | 0     |

### En sélection nationale
| Saison                | Sélection             | Phases finales        | Phases finales | Phases finales | Éliminatoires CDM | Éliminatoires CDM | Matchs amicaux | Matchs amicaux | Total | Total |
| Saison                | Sélection             | Compétition           | M              | B              | M                 | B                 | M              | B              | M     | B     |
| --------------------- | --------------------- | --------------------- | -------------- | -------------- | ----------------- | ----------------- | -------------- | -------------- | ----- | ----- |
| 2010-2011             | Argentine             | -                     | -              | -              | -                 | -                 | 0              | 0              | 0     | 0     |
| 2019-2020             | Argentine             | -                     | -              | -              | -                 | -                 | 0              | 0              | 0     | 0     |
| 2020-2021             | Argentine             | Copa América 2021     | 6              | 0              | 2                 | 0                 | -              | -              | 8     | 0     |
| 2021-2022             | Argentine             | Finalissima 2022      | 1              | 0              | 8                 | 0                 | -              | -              | 9     | 0     |
| 2022-2023             | Argentine             | Coupe du monde 2022   | 7              | 0              | -                 | -                 | 6              | 0              | 13    | 0     |
| 2023-2024             | Argentine             | Copa América 2024     | 6              | 0              | 6                 | 0                 | 3              | 0              | 15    | 0     |
| 2024-2025             | Argentine             | -                     | -              | -              | 8                 | 0                 | -              | -              | 8     | 0     |
| Total sur la carrière | Total sur la carrière | Total sur la carrière | 20             | 0              | 24                | 0                 | 9              | 0              | 53    | 0     |

## Palmarès

### En club
- Arsenal FC
  - Vainqueur de la Coupe d'Angleterre en 2020.
  - Vainqueur du Community Shield en 2014, 2015 et 2020.

### En sélection
- Argentine
  - Vainqueur de la Coupe du monde en 2022.
  - Vainqueur de la Copa América en 2021 et 2024.
  - Vainqueur de la Coupe des champions CONMEBOL–UEFA en 2022

### Distinctions individuelles
- Élu meilleur gardien de la Copa América 2021.
- Membre de l'équipe-type de la Copa América 2021.
- Élu meilleur gardien de la Coupe du monde 2022.
- Meilleur gardien de l'année 2022 The Best FIFA Football Awards.
- Élu trophée Yachine 2023, qui récompense le meilleur gardien sur la saison 2022-2023[39],[40].
- Élu trophée Yachine 2024, qui récompense le meilleur gardien sur la saison 2023-2024[41].
- Élu meilleur gardien de la Copa América 2024.
- Membre de l’équipe-type de la Copa América 2024.
- Meilleur gardien de football de l'année (IFFHS) en 2024[42].
- Arrêt du mois de Premier League en décembre 2024.
- 15e au Ballon d'or 2023 et 18e au Ballon d'or 2024.